# Por um Segundo
Por um Segundo é o quarto álbum de estúdio da banda brasileira de hardcore punk Militantes. Foi lançado em novembro de 2015 de forma independente.
Produzido pela própria banda em parceria com Fernando Gambini e Ricardo Cecchi, é o primeiro álbum com o vocalista Darlan Júnior. No ano anterior, a banda lançou o single "Redenção", juntamente com o músico Alexandre Aposan e Cleber, vocalista da banda de rap Ao Cubo. O trabalho foi anunciado como "o trabalho mais maduro e com melhor produção que já tivemos".
Por um Segundo é dividido em duas partes: A primeira, contém músicas em estruturas distintas das que tornaram o grupo conhecido; a segunda molda-se mais nos parâmetros das letras de crítica que o Militantes fazia. O álbum contém influência considerável do hardcore melódico e as participações do vocalista do Resgate, Zé Bruno, e do rapper Matheus Bird.

## Faixas
1. "Sem Parar"
2. "Último e Primeiro"
3. "Fé pra Recomeçar"
4. "Todo Amor do Mundo"
5. "Enquanto se Pode Achar"
6. "Meu Alvo"
7. "Ah, o Amor"
8. "Redenção"
9. "Comida Congelada"
10. "Politicamente Correto"
11. "Desastre"
12. "Troféu Abacaxi"
13. "Humildade e Fé"

## Ficha técnica
Banda
- Darlan (Filé) Júnior - vocais
- Fábio Garcia - guitarra
- Kako Alves - bateria
- Douglas Cocão - baixo

Músicos convidados
- Thiago Baggio - baixo em "Redenção"
- Zé Bruno - vocal em "Enquanto se Pode Achar"
- Matheus Bird - vocal em "Humildade e Fé"
- Fernando Gambini - produção musical e gravação
- Ricardo Cecchi - produção musical e gravação